# Mayabeque (provincie)
Mayabeque is samen met Artemisa een van de twee vanaf 01/01/2011 nieuw gecreëerde provincies van Cuba. Beide provincies zijn ontstaan nadat La Habana in tweeën werd gesplitst. De provincie bestrijkt een oppervlakte van ongeveer 3750 km² en heeft 381.000 inwoners (2015).

## Gemeenten
Mayabeque bestaat vanaf 2011 uit elf gemeenten (municipio): Batabanó, Bejucal, Güines, Jaruco, Madruga, Melena del Sur, San José de las Lajas, Santa Cruz del Norte, Nueva Paz, Quivicán, San Nicolás. De provinciehoofdstad (capital de la provincia) is de stad San José de las Lajas (ciudad de San José de las Lajas ).

## Overzicht
Mayabeque bestaat uit de 11 oostelijke gemeenten van de voormalige La Habana provincie, met als hoofdstad San José de las Lajas. De provincie Mayabeque is genoemd naar de Mayabeque-rivier (de grootste in dit gebied) en naar de gelijknamige zuidkust, waarvan wordt verondersteld dat het de originele locatie is van het dorp Havana (San Cristóbal de La Habana) dat werd gesticht in 1514.
Deze nieuwe provincie werd de kleinste, afgezien van Havana-stad en minst bevolkte. De nieuwe provincie-indeling werd 1 januari 2011 van kracht.
De economie van Mayabeque is gebaseerd op landbouw (aardappels, fruit, groenten, rietsuiker) en veehouderij, vooral melkproductie. Er is ook een industriële sector, vooral in San José de las Lajas en Santa Cruz del Norte. Producten die daar gemaakt worden zijn onder andere bouwmaterialen, elektrische kabels, rubber, glasvezel, keramiek, voedingsmiddelen, papier, bio-farmaceutische producten, visproducten, olie- en gaswinning. Ook zijn er twee rumproducenten van Havana Club en een agrarische universiteit.

## Gemeenten
| Gemeente              | km²      | bevolking | bevolkingsdichtheid/km² |
| --------------------- | -------- | --------- | ----------------------- |
| Bejucal               | 116,36   | 26.966    | 231,7                   |
| San José de las Lajas | 592,67   | 74.186    | 125,2                   |
| Jaruco                | 275,9    | 25.135    | 91,1                    |
| Santa Cruz del Norte  | 379,38   | 34.216    | 90,2                    |
| Madruga               | 459,58   | 29.805    | 64,9                    |
| Nueva Paz             | 522,8    | 25.471    | 48,7                    |
| San Nicolás de Bari   | 228,86   | 20.695    | 90,4                    |
| Güines                | 433.09   | 67.919    | 156,8                   |
| Melena del Sur        | 233,56   | 20.646    | 88,4                    |
| Batabanó              | 263,43   | 26.944    | 102,3                   |
| Quivicán              | 227,1    | 29.463    | 129,7                   |
| Totaal                | 3.732,73 | 381.446   | 102,2                   |

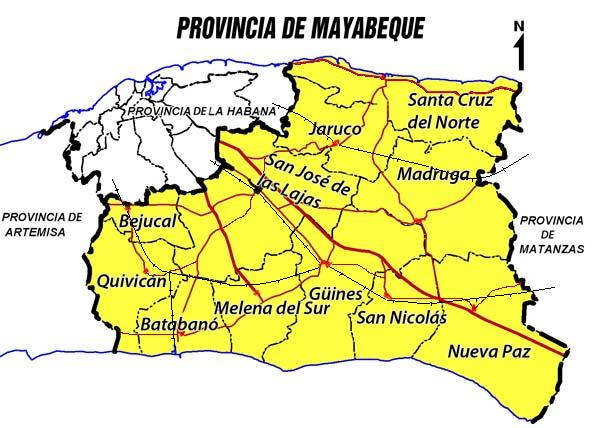
Kaart van de provincie

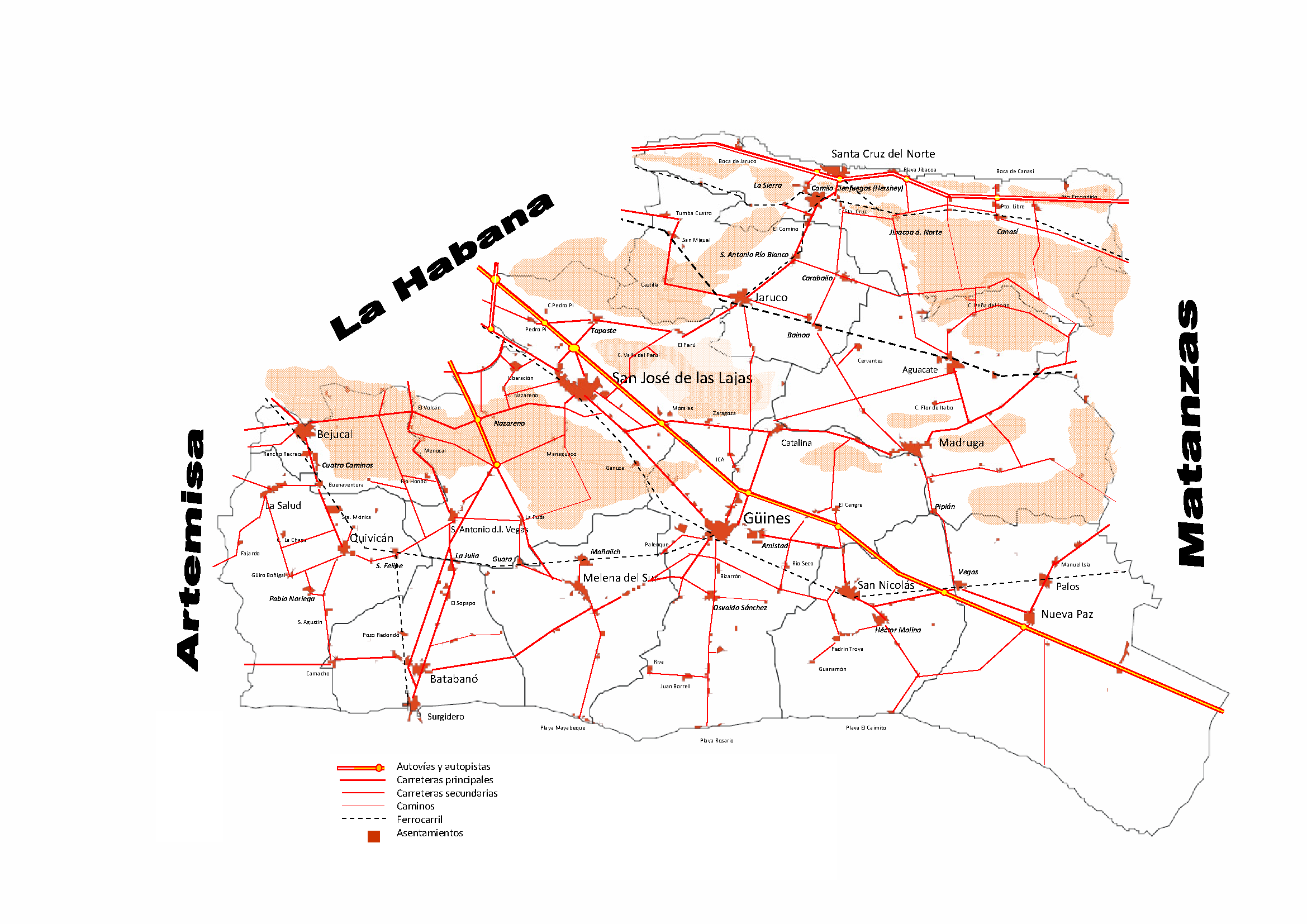
Wegenkaart

Bron: Oficina Nacional de Estadísticas e Instituto de Planificación Física/2010
De steden met de meeste inwoners zijn Güines (42.000) en San José de las Lajas (37.000).

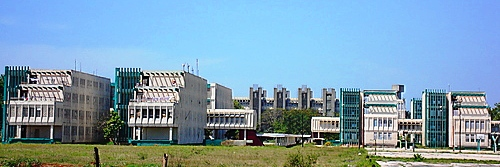
De landbouwuniversiteit in Mayabeque

Artemisa · Camagüey · Ciego de Ávila · Cienfuegos · Guantánamo · Granma · Havana · Holguín · Las Tunas · Matanzas · Mayabeque · Pinar del Río · Sancti Spíritus · Santiago de Cuba · Villa Clara